# 胜利桥（纺织谷）站
胜利桥(纺织谷)站，位于中华人民共和国山东省青岛市市北区四流南路与郑州路交叉口地下，是青岛地铁1号线、5号线的地铁换乘站，1号线部分于2021年12月30日启用，5号线在建。西南侧临近纺织谷（原国棉五厂），东侧临近青岛科技大学四方校区。